# Rabenhof (Ansbach)
Rabenhof (fränkisch: Rahm-huhf) ist ein Gemeindeteil der kreisfreien Stadt Ansbach (Mittelfranken, Bayern). Rabenhof liegt in der Gemarkung Hennenbach.

## Geografie
Die Einöde ist heute Haus Nr. 12 der Rabenhofstraße. Nördlich des Rabenhofs liegt die Flur Urlas, auf der heute ein Schießplatz der US Army steht.

## Geschichte
Der Hof wurde 1833 von Karl Heinrich Ritter von Lang auf dem Gemeindegebiet von Hennenbach errichtet. Sein Name sollte an einen der drei Urhöfe erinnern, aus denen Ansbach entstanden sein soll. Der ursprüngliche Rabenhof stand auf dem Grund der heutigen Schlossvorstadt und umfasste ein Gebiet bis nach Kammerforst und Pfaffengreuth. Der Ortsname enthält den männlichen Personennamen Hraban, der als Gründer dieses Hofs angesehen werden kann. 1748 wurde der Hof samt Landfläche von Hofrat Christian Lorenz Rosa in kleinere Teile zerschlagen.
Am 1. Juli 1972 wurde der Rabenhof im Zuge der Gebietsreform in Bayern nach Ansbach eingemeindet.

## Einwohnerentwicklung
| Jahr      | 001836 | 001840 | 001861 | 001871 | 001885 | 001900 | 001925 | 001950 | 001961 | 001970 | 001987 |
| Einwohner | 3      | 6      | *      | 9      | 11     | 14     | 9      | 22     | 6      | 13     | 5      |
| Häuser    | 1      | 2      |        |        | 2      | 2      | 1      | 4      | 1      |        | 1      |
| Quelle    | [ 9 ]  | [ 10 ] | [ 11 ] | [ 12 ] | [ 13 ] | [ 14 ] | [ 15 ] | [ 16 ] | [ 17 ] | [ 18 ] | [ 1 ]  |

## Religion
Die Einwohner evangelisch-lutherischer Konfession sind bis heute nach St. Johannis (Ansbach) gepfarrt. Die Einwohner römisch-katholischer Konfession waren zunächst nach St. Ludwig (Ansbach) gepfarrt, seit 1970 ist die Pfarrei Christ König (Ansbach) zuständig.